# Hagen Stamm
Pour les articles homonymes, voir Stamm.
Hagen Stamm (né le 12 juin 1960 à Berlin) est un joueur ouest-allemand, puis entraîneur allemand de water-polo. Président du Wasserfreunde Spandau 04 depuis 1994, dans lequel il a passé toute sa carrière, il entraîne l'équipe d’Allemagne messieurs de 2001 à 2012.

## Biographie
Son père était lutteur et sa mère nageuse ; un de ses grands-pères, champion de natation. En 1972, il adhère au seul club de toute sa carrière, le Wasserfreunde Spandau 04, dont il devient le président en 1994.
Dans les années 1980, il participe aux quatre victoires en coupe d’Europe des champions et aux deux en supercoupes d’Europe du club.
En équipe nationale ouest-allemande, il remporte les championnats d’Europe en 1981 et en 1989. Il est médaillé de bronze aux Jeux olympiques d’été de 1984.
En 2001, il est nommé entraîneur de l’équipe d’Allemagne messieurs après sa non-qualification aux Jeux olympiques de 2000. Il parvient à l’emmener deux fois jusqu'à la cinquième place lors des Jeux olympiques d'été de 2004 et du championnat d’Europe de 2012. Début juillet 2012, il annonce sa démission après les Jeux olympiques de 2012.
Il possède également, BBF Bike, une entreprise familiale de commerce de gros de cycles.

## Palmarès

### En tant que joueur
En équipe nationale d’Allemagne de l’Ouest :
- 2 fois champion d’Europe en 1981 et en 1989.
- médaille de bronze Jeux olympiques d’été de 1984.

En club avec le Wasserfreunde Spandau 04 :
- 2 supercoupes d’Europe : 1986 et 1987.
- 4 coupe d’Europe des champions : 1983, 1986, 1987 et 1989.
- Champion d’Allemagne à plusieurs reprises.

### En tant qu'entraîneur
Avec l'équipe nationale d’Allemagne :
- 6e place au championnat d’Europe de 2003 ;
- 5e place aux Jeux olympiques d'été de 2004 ;
- 8e place au championnat d’Europe de 2006 ;
- 6e place au championnat d’Europe de 2008 ;
- 10e place aux Jeux olympiques d'été de 2008 ;
- 6e place au championnat d’Europe de 2010 ;
- 5e place au championnat d’Europe de 2012.